# Llei d'estatut dels expresidents de la Generalitat Valenciana
La Llei d'Estatut dels Expresidents de la Generalitat Valenciana és una norma que estableix que els expresidents de la Comunitat Valenciana poden passar a formar part del Consell Jurídic Consultiu valencià sense límit de temps.
La norma tal com va ser aprovada el 2002 estableix que:
- Els expresidents poden passar a formar part del Consell Jurídic Consultiu (CJC) valencià sense límit de temps podent ocupar el càrrec de vocal fins a 15 anys. Aquests rebrien un salari anual de 60.000 euros bruts aproximadament.
- Dret a automòbil oficial.
- "Dos llocs de treball amb funció d'assessorament i una plaça de conductor".
- Dret a tindre un “local adequat” per a tindre-hi una “oficina de suport”.
- Garantir la “seguretat personal dels expresidents, que poden fer ús de les dependències de la Generalitat Valenciana a Madrid i Brussel·les."

Els beneficiàris d'aquesta llei foren: José Luis Olivas (durant un temps breu) i Francisco Camps (sent vocal del CJC des del 2011).

## Història de la llei
En altres comunitats autònomes ja havien aprovat lleis similars i hi havia una llei reguladora estatal.
La llei, plantejada per l'aleshores president de la Generalitat Valenciana, Eduardo Zaplana, va ser aprovada per procediment de lectura única el 4 de juliol de 2002, cinc dies abans de ser Zaplana designat ministre de Treball i Assumptes Socials. L'aprovació es va fer amb els vots favorables del Partit Popular de la Comunitat Valenciana i del PSPV —els quals havien signat conjuntament la proposició de llei— i l'oposició d'Esquerra Unida del País Valencià.
El 2018, Podem, amb el suport de Compromís i la secció valenciana de Ciutadans, donaren suport a una reforma de la llei, oposats al Partit Popular de la Comunitat Valenciana i el PSOE-PSPV. La reforma plantejava "eliminar l'oficina a disposició dels expresidents, els dos llocs de treball amb funcions d'assessorament, i el xòfer". A més, Podem defensa que:
- Els expresidents siguen membres nats del Comité Econòmic i Social (CES), i no del Consell Jurídic Consultiu (CJC).
- La "possibilitat de revocació parlamentària de privilegis en casos de condemna ferma per un delicte contra l'administració pública que haja ocorregut abans, durant o després del mandat".

Durant els 6 mesos després de l'entrada en vigor de la reforma, els expresidents que s'hagueren acollit als drets de l'anterior llei haurien de presentar una memòria en la que han de justificar les despeses de l'oficina de suport.
Davant l'oposició a aquesta reforma, Compromís i Podem acusaren al PSPV de traïdors al pacte de govern. Així i tot, les esmenes van ser aprovades, amb l'oposició de Podem i Compromís.